# I.O.I
I.O.I (هانغول: 아이오 아이؛ المعروف أيضا بأسم I.O.I أو Ideal of Idol) هي فرقة فتيات من كوريا الجنوبية التي شكلتها سي جاي إي أند إم من خلال عرض واقعي 2016 «إنتاج 101» على إمنت وكانت المجموعة تتألف من إحدى عشر عضوة تم اختيارهن من مجموعة من 101 متدرب من مختلف الشركات الترفيهية: ليم نا يونغ، وكيم تشونغ ها، وكيم سي - جونغ، وجونغ تشاي يون، وتشو جيكيونغ، وكيم سو هي، ويو يون - جونغ، وتشوي يو - جونغ، وكانغ مي نا، يون وجيون سو-مي، وظهرن لأول مرة في 4 مايو 2016 مع ايب كريساليس وروجن ككل وكوحدة فرعية لمدة أقل من عام.
وحفل المجموعة الذي عقد تحت عنوان تايم سليب - I.O.I، الذي عقد في الفترة من 20 إلى 22 يناير 2017، كان آخر نشاط جماعي على خشبة المسرح. وتفككوا رسميا في نهاية كانون الثاني / يناير 2017 وعادوا إلى وكالاتهم.

## ديسكوفرافيا

### ألالبومات المصغرة
- Chrysalis كريساليز (2016)
- ?Miss Me أفتقدتني (2016)

## الحفلات الموسيقية
- (Time Slip – I.O.I (2017

## روابط خارجية
- I.O.I على موقع ميوزك برينز (الإنجليزية)
- I.O.I على موقع ديسكوغز (الإنجليزية)